# Viale dei Cipressi

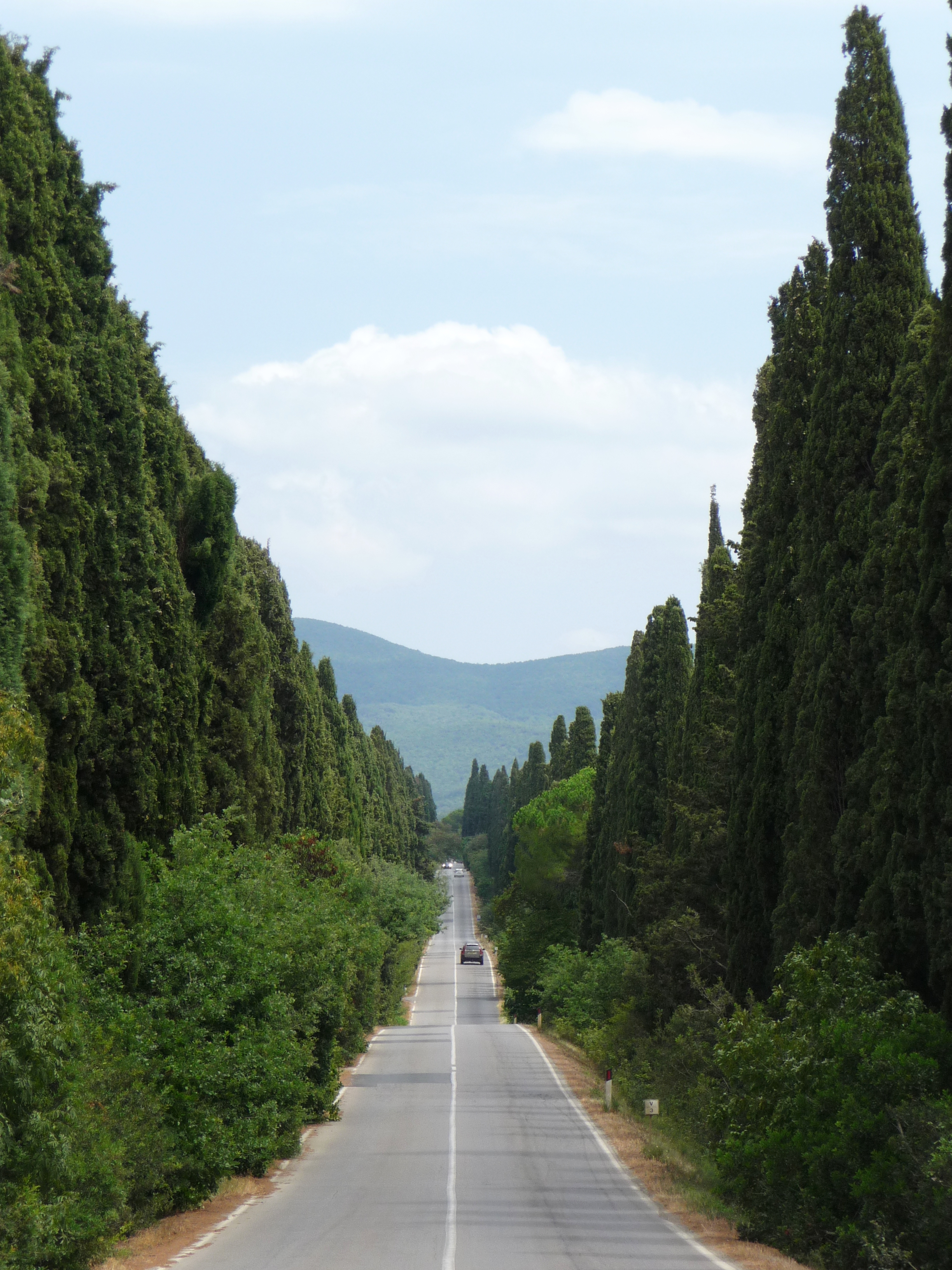
Viale dei Cipressi

Il viale dei Cipressi è una strada che si estende da ovest a est nel comune di Castagneto Carducci, nel cuore della Maremma livornese.
La strada, classificata come strada provinciale 16d SP 39-Bolgheri, è lunga quasi cinque chilometri e collega l'oratorio di San Guido, che sorge lungo la via Aurelia, allo scenografico centro storico di Bolgheri, dominato dalla mole del castello.
Il viale si presenta come un lunghissimo rettilineo, chiuso ed ombreggiato su entrambe le sponde laterali da una fila di fittissimi cipressi secolari, che taglia in due la campagna maremmana, ricchissima in questa zona di viti ed ulivi.

## Storia
Le sue origini risalgono sostanzialmente al XIX secolo, quando fu ricostruita la via Imperii (attuale via Aurelia), con la realizzazione di una serie di vie ad essa perpendicolari; nell'occasione, la strada per Bolgheri fu lentamente impreziosita dal duplice filare di cipressi (inizialmente erano stati utilizzati pioppi).
Il viale, costituito attualmente da circa 2400 cipressi, assunse l'aspetto attuale tra l'Ottocento e i primi anni venti del Novecento, mentre nel 1954 fu asfaltato.
Il luogo è stato reso celebre da Giosuè Carducci, che per molti anni visse proprio in questa zona, nel famoso componimento poetico intitolato Davanti San Guido.
Proprio per commemorare Carducci, nel 1908 Giuseppe Della Gherardesca fece innalzare un piccolo obelisco all'inizio del viale, nei pressi dell'oratorio di San Guido.

## Luoghi d'interesse
- Oratorio di San Guido
- Chiesa di San Sebastiano
- Chiesa di Sant'Antonio
- Castello di Bolgheri

## Curiosità
Il viale dei Cipressi è stato luogo di riprese del film Kolossal Quo Vadis, dove Robert Taylor, nel ruolo di Marco Vinicio, sulla via di ritorno a Roma, viene inseguito da due pretoriani con la biga.